# Каютино
Каю́тино (укр. Каютине) — посёлок, входит в Углегорский городской совет Бахмутского района Донецкой области Украины. Находится под контролем самопровозглашённой Донецкой Народной Республики.

## Население
Население по переписи 2001 года составляло 213 человек.

## Общая информация
Почтовый индекс — 86481. Телефонный код — 8-06252.

## Местный совет
86481, Донецкая область, Бахмутский район, Углегорский городской совет, город Углегорск, ул. Больничная, 2; тел. 7-04-07.

## История
До 11 декабря 2014 года входил в Енакиевский городской совет. В 2014 году посёлок формально переподчинен украинскими властями Бахмутскому району.